# Casa dels Balbs
La Casa dels Balbs és una obra de Santa Pau (Garrotxa) inclosa a l'Inventari del Patrimoni Arquitectònic de Catalunya.

## Descripció
És un edifici de planta rectangular amb teulada a doble vessant. L'entrada està situada sota unes voltes reconstruïdes. El més destacat de la casa és l'emmarcament del balcó principal. Al costat del balcó hi ha dos escuts, al de l'esquerra hi ha tres flors de Lis formant un triangle i en el de mà dreta està dividit en quatre espais ocupats per tres flors de Lis i una rella. La llinda del balcó està feta amb relleu molt decorat. L'emmarcament de la porta està fet amb decoració de corda. A l'interior de la casa hi ha uns enteixinats al sostre de la sala principal però el senyor rector, sense diners per a restaurar-los, els conserva darrere les plaques de guix.

## Història
El finestral de la rectoria és d'un gòtic molt simple, amb l'escut dels Balbs. Els individus d'aquesta família, durant molts anys, foren procuradors dels barons, per això està al costat del castell. L'edifici es va completar en època renaixentista.